# Wicked prince
「wicked prince」（ウィケッド プリンス）は、2018年8月29日にANIPLEXから発売されたシングル。iOS/Android端末用ゲーム『〈物語〉シリーズ ぷくぷく』の主題歌を収録している。

## 概要
iOS/Android端末用ゲーム『〈物語〉シリーズ ぷくぷく』の主題歌。歌っている「princess à la mode」は、アニメ『〈物語〉シリーズ』のヒロイン10名によるユニット。
ジャケットはアニメ『〈物語〉シリーズ』のキャラクターデザイン渡辺明夫が担当。期間限定盤はデジパック仕様となっており、ゲームのOP映像を収録したDVDが付属している。

## 収録曲
1. wicked prince
歌：princess à la mode（戦場ヶ原ひたぎ、羽川翼、八九寺真宵、神原駿河、千石撫子、斧乃木余接、阿良々木火憐、阿良々木月火、老倉育、忍野扇）
作詞：meg rock、作曲：神前暁（MONACA）編曲：神前暁（MONACA）、木村孝明
ゲーム『〈物語〉シリーズ ぷくぷく』主題歌
2. wicked prince -instrumental-

## 収録アルバム
| 曲名          | アルバム                               | 発売日        |
| ------------- | -------------------------------------- | ------------- |
| wicked prince | 『歌物語2 -〈物語〉シリーズ主題歌集-』 | 2019年5月10日 |